# 山岡俊介
山岡 俊介（やまおか しゅんすけ、1959年8月 - ）は、日本のジャーナリスト。株式会社アクセスジャーナル代表取締役。

## 来歴・活動
愛媛県生まれ。高知県立高知追手前高等学校、一浪後、神奈川大学法学部入学。神奈川大学法学部法律学科卒業。法政大学大学院人文科学研究科日本史学修士課程中退。専門は、近・現代史。零細編集プロダクションに2年半在籍し、29歳よりフリーに。1991年1月より『週刊大衆』の専属記者を務めながら、『噂の真相』、『財界展望』などを中心に記事執筆。2002年1月、メルマガ「東京アウトローズ」で記事の配信を開始するも2004年9月に編集長辞任。2005年4月より、新たにwebマガジン「ストレイドッグ」記事配信開始。2006年5月より「アクセスジャーナル」に改め、有料で記事配信開始。
2000年12月頃から翌年2月にかけて、武富士社員に依頼を受けた探偵社から電話盗聴を受ける。山岡は告訴し、武富士社長だった武井保雄は逮捕された（2003年12月）。なお、この盗聴を山岡に告発したのも依頼を行った社員である。
2005年7月、自宅を何者かに放火される（ジャーナリスト宅放火事件）。新聞各社は一斉に放火であると報道するも、犯人の糸口はその後も全くつかめていない。2007年8月、山岡が主宰するアクセスジャーナル宛てに脅迫状とともにカッターナイフの刃が送りつけられたと発表。
2009年6月、山岡は田邊勝己弁護士から名誉毀損で訴えられ、その初公判が東京地裁で開かれた。
2012年5月17日付「朝日新聞」社会面のコラム「メディアタイムス」でアクセスジャーナルが取り上げられたが、それによると有料会員は約1000人とある。
2012年10月26日、アクセスジャーナルのサイト上でパチンコ台を始めとする遊技機製造メーカーのユニバーサルエンターテインメント（以下ユニバーサル社）がフィリピンで展開しているカジノプロジェクトに絡み、現地の政府関係者に3500万ドルを賄賂として贈っていたと報道。しかしユニバーサル社は「まったくの事実無根」としてアクセスジャーナルと山岡を相手に訴訟を提起。2014年1月20日に一審の東京地裁はユニバーサル社の主張を全面的に認め、謝罪広告の掲載、記事のホームページからの削除、慰謝料として165万円の支払いを命じた。山岡は判決を不服として東京高裁に控訴。しかし同年6月11日、謝罪広告の掲載は取り消しとなったものの実質的に控訴を棄却。さらに山岡は最高裁判所にも上告したが2015年4月17日付でこれを棄却し二審の東京高裁の判決が確定した。この件に際し、山岡はユニバーサル社から信用毀損罪・業務妨害罪及び名誉毀損罪で東京地検に刑事告発されていたが、2014年12月16日付で嫌疑不十分として不起訴処分となっている。
一方、ほぼ同様の疑惑を報じたロイターもユニバーサル社に提訴されたが、2017年7月19日にユニバーサル社の上告が棄却となり、ロイターの記事は名誉毀損に当たらないとの判決が確定している。ユニバーサル社は自社に有利な内容はIRするが、こうした不利な事実はIRしていない。
2013年5月30日に放映されたNHK報道番組「ニュースウオッチ9」の特集“消えゆく情報誌 その功罪”でインタビューに応え、インターネット情報紙の先駆けとしてコメントしている。
2014年3月17日付「毎日新聞」掲載のミニコミ紙に関する記事で取材を受けた山岡は、アクセスジャーナルの購読者数は1500人程度とし「情報を取るにはコストがかかることがなかなか理解されない」と嘆く一方、「週刊誌などと違って自分の判断で発信できるのが面白い」と語っている。
同年3月25日、「山岡の名を騙り、何者かが上場企業に質問状を出していることが発覚した」とアクセスジャーナル紙上で公表し、「本紙並びに関係者が金銭を要求することは一切ありません」と注意を呼びかけた。
さらに同年3月28日にはフリーライターら43名が、特定秘密保護法の無効・取り消しを求めて東京地裁に国を相手取り提訴。山岡もその一人として名を連ね、「国に不都合な報道が真骨頂のフリーランスは、逮捕され取材妨害を受ける可能性が高い」 と記者会見で述べた。
執筆活動の性質上、訴訟を提起される事が多いが、「週刊朝日」（2009年6月12日号）によれば22件中19勝1敗2分（和解）とのこと。
2017年末、メールマガジン「まぐまぐ」が読者を対象に行っている「MAGMAG AWARDS 2017」の投票の結果、アクセスジャーナルがジャーナリスト部門で2位を獲得している。

2018年6月から9月にかけて、アクセスジャーナル紙上で「安倍首相自宅放火未遂事件の闇」というスクープ記事を連載。ネットでは「#ケチって火炎瓶」のフレーズで話題となる。
同年7月17日、参議院内閣委員会で、山本太郎委員が放火未遂事件について安倍首相に質問したところ、安倍首相は自分は恐喝に屈しなかったから、事件が起きた等と答弁した。
同年10月18日、山岡はＦＭラジオ「Ｊ－ＷＡＶＥ」の番組に生出演し、公共電波としては初めて事件について語った。
2019年5月26日に発売された単行本『「安倍晋三」大研究』（望月衣塑子著、ベストセラーズ）では、安倍首相自宅放火未遂事件について山岡がインタビューに答え、30頁にわたり掲載された。同事件の書籍化は初めて。
2022年5月15日より、アクセスジャーナルYouTube版チャンネル「深層追及」を開始。
2023年2月21日、公認会計士能勢元がアクセスジャーナルと山岡を相手に提起していた名誉棄損の判決が東京地裁であり、東京地裁は公認会計士能勢元の主張を全面的に認め、アクセスジャーナル及び山岡に謝罪文の掲載及び慰謝料の支払いを命じた。
2023年3月17日に公開予定の安倍晋三元首相に関するドキュメンタリー映画『妖怪の孫』（内山雄人監督。スターサンズ配給）に山岡が出演。安倍元首相の自宅放火未遂事件（2000年）の主犯を取材して得た情報を10数分間、証言している。
2024年末、メールマガジン「まぐまぐ」が読者を対象に行っている「MAGMAG AWARD 2024」の投票の結果、アクセスジャーナル・メルマガ版が時事解説部門で１位を獲得した。
＜主著＞
- 『誰も書かなかったアムウェイ』あっぷる出版社
- 『アムウェイ商法を告発する』あっぷる出版社
- 『銀バエ　実録武富士盗聴事件』創出版
- 『福島第一原発潜入記　高濃度汚染現場と作業員の真実』双葉社